# Hélène d'Oettingen
Hélène d'Oettingen, née Hélène Miontchinska en Ukraine le 21 mai 1885 et morte à Paris 14e le 3 août 1950, est une artiste peintre et femme de lettres russe de langue française.
Appelée la Baronne d'Oettingen, elle est également connue comme poète sous le pseudonyme de Léonard Pieu[x], comme romancière et critique sous le pseudonyme de Roch Grey et comme peintre sous le pseudonyme de François Angiboult.
Elle est la sœur ou la cousine du peintre Serge Férat avec qui elle a partagé le pseudonyme de Jean Cérusse. Elle vécut en concubinage avec le peintre Léopold Survage.

## Biographie
D'après son acte de décès, elle est née Hélène Miontchinska à Stepanivka en 1885, de François Miontchinska [Miączyński] et Catherine Beinarovitch Ledokioska. Le lieu comme la date de naissance restent cependant énigmatiques. La biographe Jeanine Warnod avançait qu’Hélène d'Oettingen souhaitait alimenter le mystère au sujet de ses origines ; d'autres affirment qu'elle serait née de père inconnu et qu'elle est issue d'une lignée familiale aristocrate russe, polonaise et balte,.
Elle aurait épousée le baron Otto von Oettingen, officier du tsar, puis, divorcée, elle part pour l'Europe occidentale : Ardengo Soffici témoignera plus tard l'avoir croisé à Florence en 1899, arborant une magnifique chevelure rousse. Vers 1900-1902, elle héberge à Paris, dans un loft, le peintre Serge Férat, qu'elle présente comme son frère mais qui est peut-être son cousin — sa mère est née Beinarovitch –, et avec qui elle partage le pseudonyme Jean Cérusse. Ce pseudonyme repose sur le double calembour « ces russes » et céruse. Tous deux visiblement très fortunés, et recevant d'abondants revenus de Russie, ils deviennent les mécènes de la bohème parisienne : Max Jacob, Modigliani, Survage dont elle fut l'amante, viennent chez eux pour y prendre leurs repas et se chauffer.

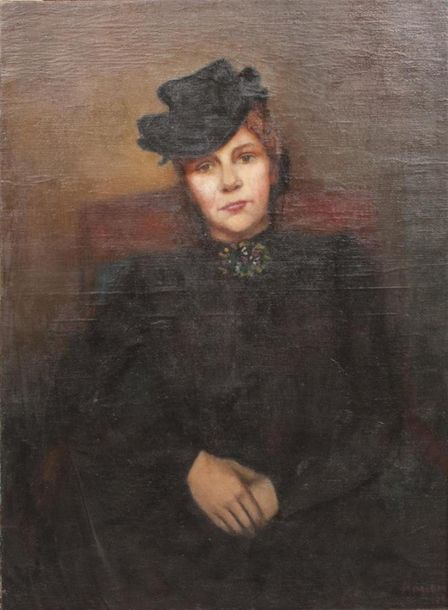
Autoportrait (date ?), huile sur toile, signée François Angiboult.

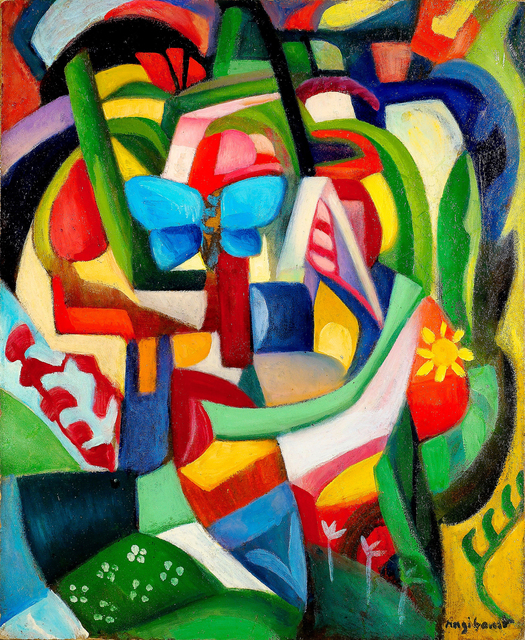
Le Papillon bleu, (1916-1917), huile sur toile signée Francois Angiboult.

Hélène d'Oettingen étudie dans les années 1900 à l'Académie Julian et tient dans les années 1910 un salon « artistico-littéraire » où se retrouve toute l'avant-garde russe et française. Elle joue un rôle important avec Serge Férat dans la survie de la revue Les Soirées de Paris dirigé par Apollinaire et en recevant dans son salon du 229 boulevard Raspail à Paris « ceux qui ont ou auront un nom dans la peinture, le poésie et la musique moderne ».
Alors qu'elle séjourne à Nice, Modigliani réalise son portrait, qui lui sera acheté par Paul Guillaume. Présentée à la Galerie Bernheim Jeune puis en Italie, l'œuvre est aujourd'hui disparue, connu d'une seule reproduction noir et blanc.
En 1917, après la révolution russe, le nouveau régime séquestre sa fortune et la baronne doit réduire son généreux train de vie. Elle continue à écrire, mais son travail ne lui suffit pas pour vivre. Sur les conseils d'Apollinaire et de son amant Soffici, rencontré à Florence à son départ de Russie et retrouvé à Paris en 1903 à La Ruche, elle avait acheté avec Férat neuf toiles et cinq dessins au douanier Rousseau en 1910. Leur vente subviendra à ses besoins jusqu'à sa mort. 
En décembre 1924, sous le nom de François Angiboult, elle expose des gouaches, des étoffes peintes, des tableaux et des vases d'inspiration cubiste à la galerie Percier (Paris) : la presse se montre élogieuse, et évoque le catalogue de l'exposition présenté par « le critique Roch Grey », accompagné d'un « poème signé Léonard Pieux qui fut le collaborateur d'Apollinaire », sans jamais évoquer Hélène d'Oettingen.
En 1935, elle quitte le boulevard Raspail et meurt d'une leucémie en 1950.
Dans Fin du monde, Soffici la décrit comme « l'une de ces femmes désastreuses, de la race des héroïnes des poèmes de Pouchkine, de Lermontov, des romans de Dostoïevski et autres écrivains russes. »

## Postérité
Ses différents pseudonymes sont connus de son vivant,. 
Le poète Pierre Albert-Birot écrit au sujet de la romancière : « Roch Grey était indiscutablement un génie, elle avait la puissance, la complexité du style et aussi l'âpreté du caractère qui font mettre hors de pair certains écrivains, mais elle, ce fut au contraire pour ces raisons qu'on la nia, elle a effrayé autant par son écriture que par sa conversation ».

## Expositions
- Salon des indépendants en 1912[réf. nécessaire], 1914, 1926, 1929.
- Salon des surindépendants de 1934 à 1938 ; rétrospective en 1950[12].
- Exposition d'art russe à Prague en 1935.

## Publications
Sous le nom de Roch Grey :
- Guillaume Apollinaire, dessin d'Irène Lagut, Paris, Éditions "SIC", 1919.
- Le Château de l'Étang rouge, roman, Paris, Stock, 1926. Une édition de luxe comporte 4 bois gravés par Léopold Survage[13].
- Rousseau, avec 33 reproductions, Rome, Ed. Valori Plastici, 1924.
- Van Gogh, avec 33 reproductions, Rome, Ed. Valori Plastici, 1924.
- Les trois lacs. Léman, Bourget, Annecy, Paris, Stock, 1927.
- Âge de fer, roman, Paris, Stock, 1928.
- [préface] (pl) Aurelia Wyleżyńska. Czarodziejskie miasto, Varsovie, Dom Książki Polskiej, [1928][14].
- Billet circulaire no 89, journal de voyage en Italie, Paris, Stock, 1929.
- Henri Rousseau, préface d'André Salmon, Paris, Galerie René Drouin - Éditions "Tel", 1943 — extrait sur Gallica.

Sous le nom de Léonard Pieux :
- Accordez-moi une audience et je vous réciterai les vers d'un poète inconnu, illustré par des bois gravé par Léopold Survage, Paris, Éditions "SIC", 1919.

### Articles
- [Jean Cérusse/Roch Grey], textes reproduits dans Les Soirées de Paris, 1914.
- « L'Homme, la ville, le voyage », texte paru dans la revue SIC.
- Textes pour Nord-Sud, Action, L'Esprit nouveau, La Vie des lettres, sur Van Gogh, Modigliani, Apollinaire, le Douanier Rousseau.

### Posthumes
- Chevaux de minuit, treize poèmes illustrés par Picasso en 1956 et publiée par Iliazd, publication tirée à 28 ex., Le Degré Quarante et Un.
- Ardengo Soffici, Serge Férat, Hélène d’Œttingen, Correspondance 1903-1964, éditions établie par Barbara Meazzi, Lausanne, L’Âge d’Homme, 2013.
- Roch Grey, Romans : Le Château de l’Étang rouge, Les Trois lacs, L’Âge de fer, Billet circulaire, Avant-propos d'Isabel Violante, Paris, Conti, 2010.
- Roch Grey, Photographies verbales : Écrits sur l’art et les artistes (1913-1956), Introduction d’Isabel Violante, Paris, Le Minotaure, 2016, 128 p.  (ISBN 978-2-916775-31-9)
- Hélène d’Œttingen, dite Roch Grey, Journal d’une étrangère, introduction et éd. établie par Barbara Meazzi, suivi de Serge Férat, Lettres à Hélène d’Oettingen, traduites du russe, présentées et annotées par Régis Gayraud, Paris, Le Minotaure, 2016, 111 p.  (ISBN 978-2-916775-33-3)